# 城山 (東京都・神奈川県)

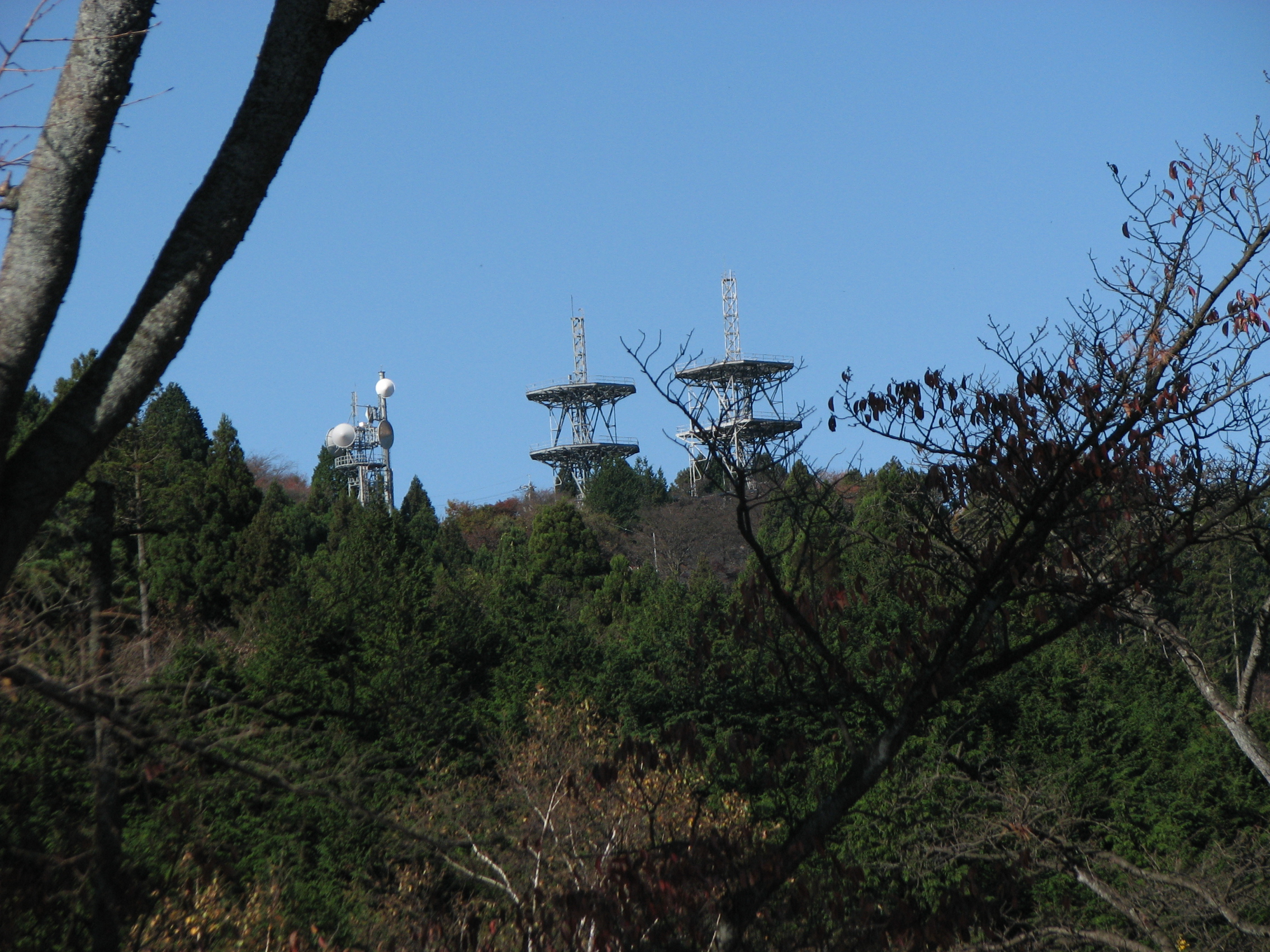
山頂付近の電波中継塔

城山（しろやま）は、東京都八王子市と神奈川県相模原市緑区との境にある山である。他の城山と区別するために、小仏城山（こぼとけしろやま）と呼ぶこともある。標高670.3m。高尾山に隣接している。

## 概要
東海自然歩道、奥高尾縦走路、関東ふれあいの道が通る山でもあり、多くの登山者に登られる山である。この山と隣の景信山との間にある峠が甲州街道の関所が置かれた、小仏峠である。名前は、戦国時代以前に小規模な山城であったことに由来する。山頂にはNTTの電波中継塔がある。

## 登山
日本経済新聞がYAMAPを使用して集計した「2023年に登頂回数が多かった山」ランキングでは、高尾山、金剛山に次ぐ全国3位を記録した登山者の多い山である。
登山ルートは下記のバリエーションが存在する。
- 高尾山や景信山からの奥高尾縦走路（高尾山から1時間・景信山から55分[2]）
- 千木良バス停から東海自然歩道（登り1時間・下り40分[2]）。千木良バス停までは相模湖駅からバス（湖28）で5分、高尾山口駅からバス（八07, 湖29, 本数少ない）で20分。
- 大垂水峠（大垂水バス停）から首都圏自然歩道（登り1時間10分・下り40分[2]）。大垂水バス停までは高尾山口駅からバス（八07, 湖29, 本数少ない）で12分。
- 日影沢から林道日影沢線（登り1時間40分・下り1時間10分[2]）。日影バス停までは高尾駅からバス（高01）で11分。
- 日影沢から小仏城山北東尾根（難路、登り1時間40分・下り1時間[2]）

山頂には神奈川県側の城山茶屋と東京都側の春美茶屋という2軒の茶店、2013年に全面改装された公衆便所が設置されている。水道はない。
山頂付近には半野生化した猫が数頭おり、人間によくなついている個体もある。

## 林道日影沢線
日影沢からは林道日影沢線が伸びており、普通車1台分の幅を持った簡易舗装／ダートの路面が通じているが、山頂より1km程手前のゲートから先はNTTの専用道路となっていて、一般車は通行不可。このゲート周辺に転回可能なスペースは無く、全線に渡って離合も困難なため、特に山頂において作業が行われる期間中は「車両通行の際は山頂まで連絡」する旨、林道の起点付近に掲示されることがある。

## 参照
ウィキメディア・コモンズには、城山 (東京都・神奈川県)に関するカテゴリがあります。